# Pappas flicka
"Pappas flicka" ( "Daddy's Girl") är en amerikansk serieroman av Debbie Drechsler, en delvis självbiografisk historia som handlar om en flicka som blir utsatt för sexuella övergrepp.
Serien publicerades ursprungligen av Fantagraphics 1996, och en svensk översättning släpptes på Epix förlag 1999. Albumet belönades med svenska Urhunden 2000 som föregående års bästa översatta seriealbum.
 Artikeln var, i den version den hade den 9 december 2005, helt eller delvis hämtad från Seriewikin (hos Seriefrämjandet): Pappas_flicka